# Milaseen
Das Naturschutzgebiet Milaseen liegt auf dem Gebiet der Stadt Storkow (Mark) im Landkreis Oder-Spree in Brandenburg.
Das Gebiet mit der Kenn-Nummer 1230 steht seit dem 10. Juli 2003 unter Naturschutz. Das rund 117ha große Naturschutzgebiet mit dem Großen Milasee und dem Kleinen Milasee erstreckt sich südöstlich von Kehrigk, einem Ortsteil der Stadt Storkow (Mark). Nördlich verläuft die Landesstraße L 74 und östlich die L 42. Nördlich des Gebietes erstreckt sich der Krumme See, östlich der Grubensee und südlich der Neuendorfer See, der von der Spree durchflossen wird.
Der Name leitet sich von slawisch *měl, miel für „Untiefe, Sandbank“ ab.

## Bedeutung
Das Naturschutzgebiet umfasst einen Komplex aus sauren bis basenarmen, nährstoffarmen Gewässern, Mooren und Wäldern mit Dünen und Moränenhängen.